# NGC 7539
NGC 7539 es una galaxia lenticular (S0) localizada en la dirección de la constelación de Pegaso. Posee una declinación de +23° 41' 05" y una ascensión recta de 23 horas, 14 minutos y 29,4 segundos.
La galaxia NGC 7539 fue descubierta en 17 de agosto de 1828 por John Herschel.